# 松山晋也 (音楽評論)
松山 晋也（まつやま しんや、1958年 - ）は、日本の音楽評論家。

## 略歴
鹿児島市生まれ。鎌倉市在住。
雑誌編集者などを経て、1997年から音楽評論家。ミュージック・マガジン他の音楽専門誌や朝日新聞などでレギュラー執筆。ラジオやイヴェント等での解説、選曲なども。執筆領域中心はワールド・ミュージック系と実験音楽系。

## 著書

### 単著
- めかくしプレイBLIND JUKEBOX. 松山晋也（著）ミュージック・マガジン8月増刊号 2006
- ピエール・バルーとサラヴァの時代 = Âge de SARAVAH et PIERRE BAROUH 松山晋也 著 青土社 2017

### 共著・編著
- プログレのパースペクティヴ CD Best 100 松山晋也（監修）ミュージック・マガジン増刊　2000
- アラブ・ミュージック : その深遠なる魅力に迫る 関口義人 編 東京堂出版 2008
- プログレッシヴ・ロック 共著 ミュージック・マガジン(ディスク・セレクション・シリーズ） 2010
- 借りぐらしのアリエッティ スタジオジブリ, 文春文庫 編 文藝春秋 2014 (文春ジブリ文庫 ;  ジブリの教科書）
- 越境する音楽家たちの対話 : ワールドミュージックとは何だったのか? 関口義人 著 彩流社 2019
- カン大全 : 永遠の未来派 松山晋也 監修・編集 Pヴァイン 2020 (Ele-king books. 別冊ele-king)

## CD
- パリ18区、サラヴァの女たち Les femmes Saravah du 18 éme 松山晋也 選曲 コアポート 2016
- サラヴァ世界地図-ピエール・バルーとの旅 Universe de Saravah un voyage avec Pierre Barouh vol. 1 (旅人たちの歌) 松山晋也 選曲 コアポート 2017
- サラヴァ世界地図-ピエール・バルーとの旅 Universe de Saravah un voyage avec Pierre Barouh vol. 2 (自由への散歩) 松山晋也 選曲 コアポート 2017
- あの夢をふたたび-フランシス・レイ作品集 Un goût d'éternité Francis Lai-les années Saravah : フランシス・レイ追悼編集アルバム フランシス・レイ [作曲],松山晋也 選曲 コアポート 2019